# Йесугей
Йесугей Багхатур или Йесукхей (традиционен монголски:ᠶᠢᠰᠦᠭᠡᠢᠪᠠᠭᠠᠲᠤᠷ; модерен монголски: Есүхэй баатар, Йесугей батаар) е главен вожд на конфедерацията Хамаг и баща на Темуджин, по-късно известен като Чингис хан. Той е от семейство Борджигин и името му означава „като девет“, което означава, че е имал благоприятните качества на числото девет, късметлийско число за монголците.

## Биография
Йесугей е син на Бартан Багатур, който е вторият син на Хабул Хан. Хабул е признат за каган от династията Джин. Хабул хан от своя страна е правнук на монголския вожд Хайду, първият вожд, който се опитва да обедини монголците. Първата и главна съпруга на Йесугей, Хоелун, жена от племето Олкухут, е отвлечена от Йесугей с помощта на по-големия му брат Негун Таиши и по-малкия му брат Даритаи Отчигин, от нейния току-що оженен съпруг Чиледу от Меркитите. Йесугей отвлича Хоелун заради нейната красота и признаци на плодовитост.
След като хан Хотула на конфедерация Хамаг умира, конфедерацията остава без владеещ хан, но де факто Йесугей управлява конфедерацията. Йесугей има кръвен брат, или анда, Тогрул Хан (по-късно известен като Уанг Хан и Онг Хан). Йесугей помогнал на Тогрул да победи чичо си Гурхан. След смъртта на Йесугей Тогрул първоначално помага на Темуджин в уреждането на брака му с Бьорте и обединяването на племената, но по-късно променя лоялността си, като подкрепя Джамукха, кръвен брат и съперник на Темуджин.
През 1171 г. Йесугей умира, когато синът му Темуджин е на девет години. Книгата Тайната история на монголите смята, че той е бил отровен от татарите, докато е споделял ястия по време на сватба на път за дома, след като оставил Темуджин в дома на Дай Сетсен, благородник от племето Хонгирад, след като двама бащи, Йесугей и Дай Сетсен, са се съгласи че децата им, Темуджин и Бьорте, ще се оженят.
Когато Йесугей се прибирал вкъщи, след като оставил Темуджин със семейството на Бьорте, той забелязал лагер, където татарите празнували празник. Според Тайната история той е искал да се присъедини към техния празничен пир, но е знаел, че не можел да разкрие самоличността си, тъй като е бил известен сред татарите като човека, който е бил убил техен близък (наречен Темуджин Уге) в битка осем години по-рано. Йесугей опитва късмета си, но някой го е разпознал и му предложил отровена храна, докато се е преструвал че е гостоприемен. Въпреки че е болен, Йесугей успява да избяга обратно в лагера на семейството си.
Йесугей почива три дни по-късно у дома си.
По време на управлението на династията Юан дадено му е храмовото име Лиезу (на китайски: Пламенният основател) и следсмъртното име Шенгуан Хуандги (на китайски: Свръхестественият първи император).

## Семейство
Йесугей и Хоелун имат четирима сина. Темуджин (по-късно известен като Чингис хан), Хасар, Хачиун, Темуге и също имат дъщеря, Темюлен. Йесугей има двама сина от втората си съпруга Сочигел: Бехтер и Белгутей. Тайната история на монголите записва, че в младостта си Темюджин убил брат си Бехтер в битка за храна. Другият му полубрат, Белгутей, обаче е добър приятел на Темюджин и по-късно става негов генерал.